# Artediellus dydymovi
Artediellus dydymovi és una espècie de peix pertanyent a la família dels còtids.

## Descripció
- Fa 8 cm de llargària màxima.[6][7]

## Hàbitat
És un peix marí, demersal i de clima temperat que viu entre 20 i 181 m de fondària.

## Distribució geogràfica
Es troba al Pacífic nord-occidental: des de Hokkaido (el Japó) fins al nord del mar del Japó i el mar d'Okhotsk.

## Observacions
És inofensiu per als humans.